# Astroturf Hockey Stadium
Ne doit pas être confondu avec Birsa Munda International Hockey Stadium.
L'Astroturf Hockey Stadium (anciennement Birsa Munda Hockey Stadium) est un stade de hockey sur gazon situé à Ranchi, en Inde. Il est le stade principal du club de hockey sur gazon de Ranchi Rays pour le Championnat d'Inde de hockey sur gazon,.
Sa capacité est de 5 000 places. Il est aussi le stade principal du club de hockey sur gazon de Ranchi Rhinos.
Initialement construit en 1990, le stade était rénové le 25 juillet 1992 par le ministre Sri Laloo Prasad Yadav. Il est inauguré le 29 août 2009 par le gouverneur de l'état de Jharkhand K Sankaranarayanan.
Le stade a été construit avec un coût de 7 000 000 de roupie, monnaie importée en Allemagne.
Le stade accueille de grandes compétitions telles que le Champions Trophy d'Asie féminin 2023, ainsi qu'un sur deux tournoi de qualification olympique 2024.